# آملید
آملید (به انگلیسی: Ammelide) با فرمول شیمیایی C۳H۴N۴O۲ یک ترکیب شیمیایی با شناسه پاب‌کم ۱۰۹۲۷ است. که جرم مولی آن ۱۲۸٫۰۹ g/mol می‌باشد. شکل ظاهری این ترکیب، پودر سفید است.